# 倾覆点
倾覆点（Tipping Point，也译成转捩点、转折点、引爆点、臨界點等）意思是系統發展到一定程度會產生飛躍性的變化，但轉捩點更隱含意思於一系列大型事件、大型系統的發展，這種改變在表面或外在方面來看可能明顯也不一定很明顯。
這個概念是來源於物理界，原指將較小的重量不斷加在已經保持平衡的物體上，直到這種重量打破平衡，使物體徹底傾倒、崩塌。從社會學角度講，傾覆點是一個時間點，即一個族群或者族群中的很多成員進行了不常見的行為，以至於他們的行為方式發生了巨大轉變時的時間。Morton Grodzins是首位將傾覆點這個概念應用在社會學中的人。Grodzins研究了美國20世紀60年代的社區狀態。他發現了這樣一種情況，只要社區內黑人家庭的數量保持相對較低的狀態時，白人家庭就會繼續住在這個社區內。但是，到了一定程度，也就是說當社區內的黑人「實在太多了」的时候，其餘的白人家庭將會大規模地舉家遷移，這個過程被稱作「白人群飞」。Grodzins認為這樣的時刻就是傾覆點。
气候临界点也是一種傾覆點，氣候系統（氣候變遷）達到臨界點後，氣候變遷衝擊將不可逆轉只能等待發生，譬如大冰架瓦解。所以在達到氣候臨界點前，人類還有機會控制局面，而一旦過了倾覆点，即使將溫室氣體的排放減少到0也無法挽回。

## 參看
- 引爆流行（The Tipping Point: How Little Things Can Make a Big Difference）
- 臨界質量